# Liste des titres musicaux numéro un en Allemagne en 1962
Cette page liste les titres numéro un dans les meilleures ventes de disques en Allemagne pour l'année 1962 selon Media Control Charts. 
Les classements sont issus des 100 meilleures ventes de singles et des 100 meilleures ventes d'albums. Ils se déroulent du vendredi au jeudi, et sont publiés le mardi par l'industrie musicale allemande.

## Classement des singles
| №  | Date         | Artiste               | Titre                              |
| -- | ------------ | --------------------- | ---------------------------------- |
| 1  | 6 janvier    | Gerhard Wendland      | Tanze mit mir in den Morgen        |
| 2  | 13 janvier   | Gerhard Wendland      | Tanze mit mir in den Morgen        |
| 3  | 20 janvier   | Gerhard Wendland      | Tanze mit mir in den Morgen        |
| 4  | 27 janvier   | Bob Moore             | Mexico                             |
| 5  | 3 février    | Bob Moore             | Mexico                             |
| 6  | 10 février   | Bob Moore             | Mexico                             |
| 7  | 17 février   | Bob Moore             | Mexico                             |
| 8  | 24 février   | Bob Moore             | Mexico                             |
| 9  | 2 mars       | Bob Moore             | Mexico                             |
| 10 | 9 mars       | Bob Moore             | Mexico                             |
| 11 | 16 mars      | Bob Moore             | Mexico                             |
| 12 | 23 mars      | Bob Moore             | Mexico                             |
| 13 | 30 mars      | Conny                 | Zwei kleine Italiener              |
| 14 | 6 avril      | Conny                 | Zwei kleine Italiener              |
| 15 | 13 avril     | Conny                 | Zwei kleine Italiener              |
| 16 | 20 avril     | Conny                 | Zwei kleine Italiener              |
| 17 | 27 avril     | Conny                 | Zwei kleine Italiener              |
| 18 | 4 mai        | Conny                 | Zwei kleine Italiener              |
| 19 | 11 mai       | Mina                  | Heißer Sand                        |
| 20 | 18 mai       | Mina                  | Heißer Sand                        |
| 21 | 25 mai       | Mina                  | Heißer Sand                        |
| 22 | 1er juin     | Mina                  | Heißer Sand                        |
| 23 | 8 juin       | Mina                  | Heißer Sand                        |
| 24 | 15 juin      | Mina                  | Heißer Sand                        |
| 25 | 22 juin      | Mina                  | Heißer Sand                        |
| 26 | 29 juin      | Mina                  | Heißer Sand                        |
| 27 | 6 juillet    | Mina                  | Heißer Sand                        |
| 28 | 13 juillet   | Nana Mouskouri        | Ich schau den weißen Wolken nach   |
| 29 | 20 juillet   | Nana Mouskouri        | Ich schau den weißen Wolken nach   |
| 30 | 27 juillet   | Nana Mouskouri        | Ich schau den weißen Wolken nach   |
| 31 | 3 août       | Nana Mouskouri        | Ich schau den weißen Wolken nach   |
| 32 | 10 août      | Nana Mouskouri        | Ich schau den weißen Wolken nach   |
| 33 | 17 août      | Nana Mouskouri        | Ich schau den weißen Wolken nach   |
| 34 | 24 août      | Nana Mouskouri        | Ich schau den weißen Wolken nach   |
| 35 | 31 août      | Connie Francis        | Paradiso                           |
| 36 | 7 septembre  | Connie Francis        | Paradiso                           |
| 37 | 14 septembre | Peter Kraus           | Sweety                             |
| 38 | 21 septembre | Pat Boone / Rex Gildo | Speedy Gonzales / Kleiner Gonzales |
| 39 | 28 septembre | Pat Boone / Rex Gildo | Speedy Gonzales / Kleiner Gonzales |
| 40 | 5 octobre    | Pat Boone / Rex Gildo | Speedy Gonzales / Kleiner Gonzales |
| 41 | 12 octobre   | Pat Boone / Rex Gildo | Speedy Gonzales / Kleiner Gonzales |
| 42 | 19 octobre   | Pat Boone / Rex Gildo | Speedy Gonzales / Kleiner Gonzales |
| 43 | 26 octobre   | Pat Boone / Rex Gildo | Speedy Gonzales / Kleiner Gonzales |
| 44 | 2 novembre   | Pat Boone / Rex Gildo | Speedy Gonzales / Kleiner Gonzales |
| 45 | 9 novembre   | Pat Boone / Rex Gildo | Speedy Gonzales / Kleiner Gonzales |
| 46 | 16 novembre  | Pat Boone / Rex Gildo | Speedy Gonzales / Kleiner Gonzales |
| 47 | 23 novembre  | Petula Clark          | Monsieur                           |
| 48 | 30 novembre  | Petula Clark          | Monsieur                           |
| 49 | 7 décembre   | Petula Clark          | Monsieur                           |
| 50 | 14 décembre  | Petula Clark          | Monsieur                           |
| 51 | 21 décembre  | Petula Clark          | Monsieur                           |
| 52 | 28 décembre  | Freddy Quinn          | Junge, komm bald wieder            |

## Classement des albums
| №  | Date         | Artiste                            | Titre                                     |
| -- | ------------ | ---------------------------------- | ----------------------------------------- |
| 26 | 29 juin      | Karin Hübner, Paul Hubschmid, etc. | Bande originale allemande de My Fair Lady |
| 27 | 6 juillet    | Karin Hübner, Paul Hubschmid, etc. | Bande originale allemande de My Fair Lady |
| 28 | 13 juillet   | Karin Hübner, Paul Hubschmid, etc. | Bande originale allemande de My Fair Lady |
| 29 | 20 juillet   | Karin Hübner, Paul Hubschmid, etc. | Bande originale allemande de My Fair Lady |
| 30 | 27 juillet   | Karin Hübner, Paul Hubschmid, etc. | Bande originale allemande de My Fair Lady |
| 31 | 3 août       | Karin Hübner, Paul Hubschmid, etc. | Bande originale allemande de My Fair Lady |
| 32 | 10 août      | Karin Hübner, Paul Hubschmid, etc. | Bande originale allemande de My Fair Lady |
| 33 | 17 août      | Karin Hübner, Paul Hubschmid, etc. | Bande originale allemande de My Fair Lady |
| 34 | 24 août      | Karin Hübner, Paul Hubschmid, etc. | Bande originale allemande de My Fair Lady |
| 35 | 31 août      | Karin Hübner, Paul Hubschmid, etc. | Bande originale allemande de My Fair Lady |
| 36 | 7 septembre  | Karin Hübner, Paul Hubschmid, etc. | Bande originale allemande de My Fair Lady |
| 37 | 14 septembre | Karin Hübner, Paul Hubschmid, etc. | Bande originale allemande de My Fair Lady |
| 38 | 21 septembre | Karin Hübner, Paul Hubschmid, etc. | Bande originale allemande de My Fair Lady |
| 39 | 28 septembre | Karin Hübner, Paul Hubschmid, etc. | Bande originale allemande de My Fair Lady |
| 40 | 5 octobre    | Karin Hübner, Paul Hubschmid, etc. | Bande originale allemande de My Fair Lady |
| 41 | 12 octobre   | Karin Hübner, Paul Hubschmid, etc. | Bande originale allemande de My Fair Lady |
| 42 | 19 octobre   | Karin Hübner, Paul Hubschmid, etc. | Bande originale allemande de My Fair Lady |
| 43 | 26 octobre   | Karin Hübner, Paul Hubschmid, etc. | Bande originale allemande de My Fair Lady |
| 44 | 2 novembre   | Karin Hübner, Paul Hubschmid, etc. | Bande originale allemande de My Fair Lady |
| 45 | 9 novembre   | Karin Hübner, Paul Hubschmid, etc. | Bande originale allemande de My Fair Lady |
| 46 | 16 novembre  | Karin Hübner, Paul Hubschmid, etc. | Bande originale allemande de My Fair Lady |
| 47 | 23 novembre  | Karin Hübner, Paul Hubschmid, etc. | Bande originale allemande de My Fair Lady |
| 48 | 30 novembre  | Karin Hübner, Paul Hubschmid, etc. | Bande originale allemande de My Fair Lady |
| 49 | 7 décembre   | Karin Hübner, Paul Hubschmid, etc. | Bande originale allemande de My Fair Lady |
| 50 | 14 décembre  | Karin Hübner, Paul Hubschmid, etc. | Bande originale allemande de My Fair Lady |
| 51 | 21 décembre  | Karin Hübner, Paul Hubschmid, etc. | Bande originale allemande de My Fair Lady |
| 52 | 28 décembre  | Karin Hübner, Paul Hubschmid, etc. | Bande originale allemande de My Fair Lady |